# 莱萨克 (夏朗德省)
莱萨克（法語：Lessac，法語發音：[lesak]）是法国夏朗德省的一个市镇，位于该省东北部，属于孔福朗区。

## 地理
莱萨克（46°4'7"N, 0°40'32"E）面积34.14 平方千米，位于法国新阿基坦大区夏朗德省，该省份为法国西部内陆省份，北起德塞夫勒省和维埃纳省，东临上维埃纳省，东南至多尔多涅省，南至多爾多涅省，西接滨海夏朗德省。
与莱萨克接壤的市镇（或旧市镇、城区）包括：阿布扎克、布里亚克、耶斯、阿瓦耶利穆济讷、普雷萨克、孔福朗。

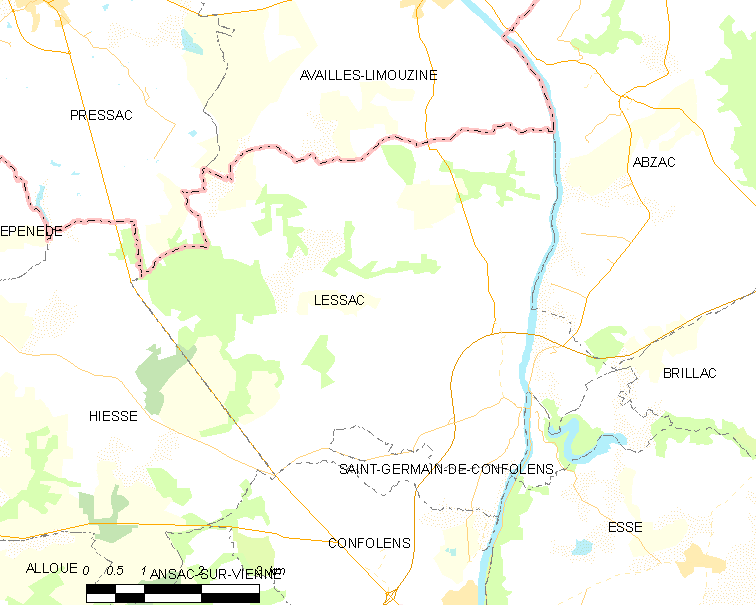
的OSM定位图

莱萨克的时区为UTC+01:00、UTC+02:00（夏令时）。

## 行政
莱萨克的邮政编码为16500，INSEE市镇编码为16181。

## 政治
莱萨克所属的省级选区为夏朗德-维埃纳县。

## 人口

1962-2008年间人口变化图示

莱萨克于2022年1月1日时的人口数量为534人。